# Чобанкерахмез
Чобанкерахмез (азерб. Çobankərəhməz) — село в Кельбаджарском районе Азербайджана. Расположено на левом берегу реки Тутгун на высоте 1683 м.

## История
Кельбаджарский район в составе Азербайджанской ССР был образован 8 августа 1930 года.
Согласно данным издания «Административное деление АССР», подготовленного в 1933 году Управлением народно-хозяйственного учёта АССР (АзНХУ), по состоянию на 1 января 1933 года в селе Чобанкорхмаз Асрикского сельсовета Кельбаджарского района Азербайджанской ССР проживало 60 человек (24 хозяйства, 30 мужчин и 30 женщин). Национальный состав всего Асрикского сельсовета, включавшего также сёла Бейлик, Калабоюн, Караханджали, Заргулу на 100 % состоял из тюрков (азербайджанцев).
В 1960-х  и 1970-х годах Чобанкерехмез так же являлся селом Асрикского сельсовета Кельбаджарского района.
В ходе Карабахской войны, весной 1993 года село перешло под контроль непризнанной Нагорно-Карабахской Республики и до 25 ноября 2020 года согласно её административно-территориальному делению располагалось в Шаумяновском районе НКР. 
25 ноября 2020 года Кельбаджарский район был возвращён Азербайджану.